# Afghanistan van A tot Z

## A
.af -
Ab Daw -
Lida Abdul -
Afghaanse Oorlog (1979-1989) -
Afghaanse Oorlog (2001-heden) -
Afghaanse Parlementsverkiezingen 2005 -
Afghaanse Presidentsverkiezingen 2004 -
Afghan Girl -
Afghani -
Afghanistan -
AH1 (Azië) -
AH7 (Azië) -
Safia Ahmed-jan -
Mohammed Akbar Khan -
Amanoellah Khan -
Hafizullah Amin -
Amu Darja -
Anglo-Afghaanse Oorlog (Eerste) -
Anglo-Afghaanse Oorlog (Tweede) -
Nadia Anjoman Heravi -
Arghandab (district) -
Ariana Afghan Airlines

## B
Bactrië -
Badghis -
Baghlan (provincie) -
Baghlan (stad) -
Baghram -
Bakwa -
Bala Buluk -
Balkh -
Bamyan (stad) -
Farshad Bashir -
Beloetsjen -
Beloetsji (taal) -
Beloetsjistan (landstreek) -
Blauwe moskee van Mazar-e Sharif -
Boeddha's van Bamyan -
Borat Ali Fadaie -
Brits-Afghaanse Oorlog (Eerste) -
Brits-Afghaanse Oorlog (Tweede) -
Brits-Afghaanse Oorlog (Derde) -
Buzkashi

## C
Camp Hadrian -
Haji Muhammad Chamkani -
Chora (district)

## D
Dadullah -
Daoed Khan -
Dari -
Deh Rawod -
Democratische Volkspartij van Afghanistan (DVPA) -
Deployment Task Force (DTF) -
Districten -
Dost Mohammed -
Durandlijn

## E
Embleem

## F
Faizabad -
Farah (provincie in Afghanistan) -
Farah (stad in Afghanistan) -
Faryab

## G
Gandhara -
Gardez -
Geschiedenis -
Ghazni (provincie) -
Ghazni (stad) -
Goud-e-Zereh -
Gouden Sikkel -
The Great Game -
Mohammed Gulabzoy

## H
Hamoun-e-Puzak -
Hamoun-e-Saberi -
Hazara -
Helmand (provincie) -
Helmand (rivier) -
Herat (provincie) -
Herat (stad) -
Hezb-i-Wahdat -
Hindoekoesj -
Hoogland van Iran -
Khaled Hosseini -
Huis van de Ouderen (Meshrano Jirga) -
Huis van het Volk

## I
International Security Assistance Force (ISAF) -
Islam -
Ismail Khan -
ISO 3166-2:AF

## J
Jalalabad -
Jam

## K
Kabul (provincie) -
Kabul (stad) -
Internationale Luchthaven Kabul -
Malalai Kakar -
Kam Air -
Kam Air-vlucht 904 -
Sayed Perwiz Kambakhsh -
Kamp Holland -
Kandahar (provincie) -
Kandahar (stad) -
Kapisa -
Babrak Karmal -
Hamid Karzai -
Katholieke Kerk in Afghanistan -
Khoshal Khan Khattak -
Khorasan -
Khost (stad) -
Khyberpas -
Kirgiezen -
Kizilbasj -
Koninkrijk Afghanistan -
Konduz

## L
Lapis lazuli -
John Walker Lindh -
Loya jirga

## M
Malalai Joya -
Ahmad Shah Massoud -
Mazar-e Sharif -
Sherjan Mazdooryar - Mujahideen -
 Monuments in the World Heritage List -
Abdul Hakim Munib -
Wakil Ahmad Mutawakil

## N
Mohammed Nadjiboellah -
Noordelijke Alliantie -
Noroez -
Nur Muhammad Taraki -
Nurestan

## O
Oezbeeks -
Oezbeken -
Olympische Spelen -
Mohammed Omar -
Oorlog -
Operatie Cyclone -
Operatie Enduring Freedom -
Opium -
Orde van de Leider -
Orde van de Onafhankelijkheid -
Orde van de Ster -
Orde van de Zon (Afghanistan) -
Orde van Haydar -
Orde van het Keizerrijk van de Durani -
Orde van Nishan Istour

## P
Pamir -
Panjwaye District -
Pashtun -
Pashtunwali -
Pashto -
Pashtun -
Popalzai -
Perzisch - 
Pasjtoe

## Q
Abdoel Qadir -
Al Qaida -
Qala-e-Now

## R
Abdul Rahman -
Rangin Dadfar Spanta -
Ranjit Singh -
Rashidan -
Regering van Afghanistan -
Ridderorden in Afghanistan

## S
Safed Koh -
Safi Airways -
Assadullah Sarwari -
Saur-Revolutie -
Idries Shah -
Sharbat Gula -
Sher Ali -
Sjiisme -
Slag bij Chora -
Soennisme -
Sououd-e-Melli -
Staatshoofden -
Staatsinrichting van Afghanistan -
Grote steden

## T
Tadzjieken -
Tadzjieks -
Takhar -
Taliban -
Nur Muhammad Taraki -
Tarin Kowt -
Task Force Uruzgan (TFU) -
Tijdlijn -
Tilya Tepe -
Tora Bora -
Trans-Afghanistan-pijpleiding -
Turkmeens -
Turkmenen -
Turks

## U
Uruzgan

## V
Verkiezingen in Afghanistan -
Vlag -
Volkslied -
Vrede van Rawalpindi

## W
Aslam Watanjer -

## Y
Yaman -
Yamani Bilawal

## Z
Zabul -
Mohammed Zahir Shah